# خلاصة الأثر
خلاصة الأثر با عنوان کامل «خلاصة الأثر فی أعیان القرن الحادی عشر» از آثار برجستهٔ محمد بن فضل‌الله محبی است که به زندگی‌نامه ۱۲۸۹ تن از برجسته‌ترین شخصیت‌های اسلامی (از خوارزم، هند، ایران، کُردها و عرب‌زبانان) که در سدهٔ یازدهم قمری (۱۵۹۲ - ۱۶۸۸) می‌زیسته‌اند، به‌ترتیب الفبای عربی پرداخته است؛ این اثر از منابع مهم بررسی تاریخی این سده شمرده می‌شود. چاپ نخست آن در چهار جلد به سال ۱۸۶۷ در قاهره نشر شد.
مُحِبّی در خلاصة الأثر به زندگی زنان نیز پرداخته است، متن وابسته به زنان را همراه ذکر نسبِ پدر، پسر، برادر، همسر یا خویشاوند نزدیک دیگری از آن زن، نوشته است. کارل بروکلمان براین باور بود که این اثر، خود خلاصه‌ای از اثری بزرگتر از محبی بوده‌است.